# Université des sciences économiques d'Osaka
L'université des sciences économiques d'Osaka (大阪経済大学, Ōsaka keizai daigaku) est une université privée située dans l'arrondissement Higashiyodogawa-ku d'Osaka, dans la préfecture d'Osaka, au Japon.

## Histoire
L’université a été fondée en 1932 sous le nom d'École supérieure de commerce Naniwa (浪華高等商業学校). Quelques années plus tard, les difficultés se sont multipliées et l'école était sur le point d'être supprimée. En 1935, après un grand don par le Dr Iwao Kokusho (黒正巌, 1895-1949), l'école a repris sous le nom d'École supérieure de commerce Showa (昭和高等商業学校).
Au cours de la Seconde Guerre mondiale, la plupart des étudiants ont été enrôlés. Ainsi, en 1944, le Collège des sciences économiques pour femmes d'Osaka (大阪女子経済専門学校) a été créé à la place. En 1946, après la guerre, l'école a été réorganisée sous le nom de Collège des sciences économiques d'Osaka (大阪経済専門学校), un établissement mixte. 
En 1949, en vertu du nouveaux système éducatif du Japon, le Collège des sciences économiques d'Osaka a été développé en université des sciences économiques d'Osaka, avec un cycle d’études de quatre ans. 
D'abord, il n'y avait qu'une faculté: la faculté de sciences économiques. Les facultés suivantes ont été ajoutées ensuite:
- 1964: Faculté d'Administration des Affaires
- 1966: École d'études Supérieures (master en économie)
- 1968: diplôme de Doctorat en Économie
- 1997: Faculté de Gestion de l'Information
- 2002: Faculté des Sciences de l'Homme

## Facultés (premier cycle)

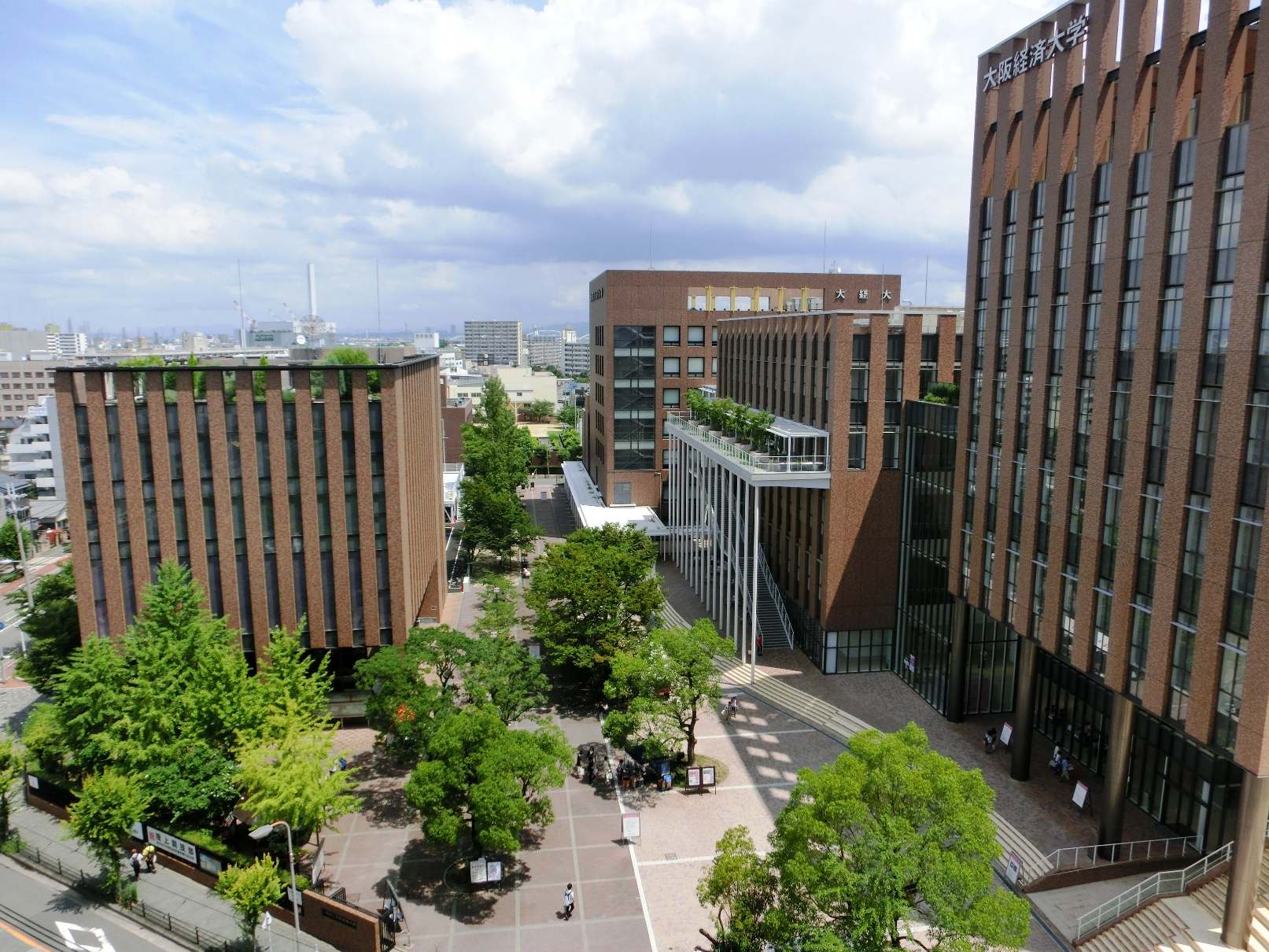
Bâtiments B et C de l’université des sciences économiques d'Osaka

- Sciences économiques
- Administration des affaires
- Gestion de l'information
- Sciences humaines

## Écoles supérieures
- Sciences économiques (master/doctorat)
- Administration des affaires (master uniquement)
- Systèmes d'information des affaires (master uniquement)
- Sciences humaines (master uniquement)

## Instituts
- Institut de recherche en histoire économique du Japon
  - fondé en 1933 par le Dr Kokusho.
- Institut de Recherche sur les Petites Entreprises et l'Administration des Affaires